# Костелёво (Шелковская волость)
Костелёво — деревня в Великолукском районе Псковской области России. Входит в состав сельского поселения «Черпесская волость».
Расположена на севере района, в 58 км к северу от райцентра Великие Луки, в 8 км к северо-востоку от волостного центра, деревни Черпесса и в 2 км к западу от деревни Дрёпино.

## Население
Численность населения деревни по состоянию на 2000 год составила 1 житель, на 2010 год — 1 житель.